# مستشفى ليدي ريدينغ

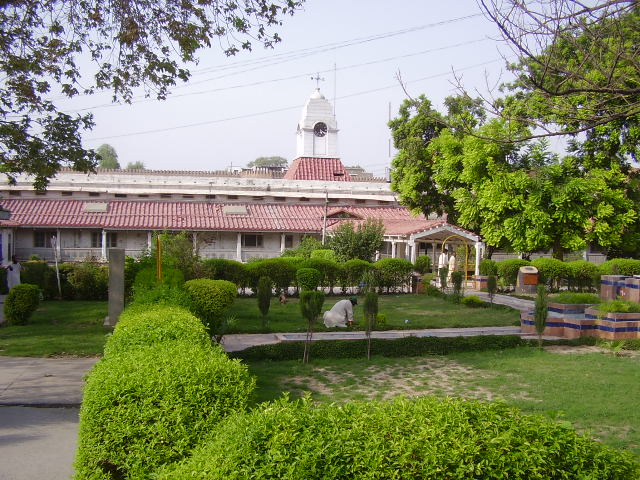
مستشفى ليدي ريدينغ

مستشفى ليدي ريدينغ (بالأردية: لیڈی ریڈنگ ہسپتال) هو مستشفى يَقع في بيشاور بإقليم خيبر بختونخوا في باكستان. وهو يُعتبر أحد أهم المعاهد الطبية العليا في باكستان. وهو أكبر مستشفى بإقليم خيبر بختونخوا. تم تأسيس المستشفى سنة 1924 بجانب قلعة بالا حصار.

## وصلات خارجية
- الموقع الرسمي لمستشفى ليدي ريدينغ نسخة محفوظة 26 أبريل 2013 على موقع واي باك مشين.